# Daniel Robichaud
Daniel Robichaud (né le 4 octobre 1976 à Drummondville, Québec), plus communément appelé Dan Robichaud, est un entrepreneur et investisseur québécois réputé dans le domaine des technologies de l'information.

## Jeunesse et éducation
Dan a appris très jeune les principes de gestion d'une entreprise en regardant ses parents exploiter l'entreprise de nettoyage à sec fondée en 1948 par son grand-père. Il a lancé sa propre entreprise d'aménagement paysager à l'âge de 10 ans, mais Dan a reçu une lettre de l'avocat d'une entreprise locale d'aménagement paysager. On l'accusait de voler ses clients et on exigeait qu'il cesse de faire des affaires étant donné qu'il n’avait pas de numéro de taxe valide.
Dan a étudié en gestion d'entreprises au HEC et possède un diplôme professionnel en art et technologie des médias du Cégep de Jonquière.

## Carrière
Anciennement animateur de radio, Daniel a rapidement été reconnu pour avoir été le premier animateur radio au monde à utiliser la technologie de baladodiffusion RSS. Daniel Robichaud a profité du succès de son émission de radio interactive Radioactif pour fonder le portail web, RadioActif.com, classé à l'époque comme l'un des 15 sites francophones les plus visités au Canada. Il a été animateur de radio pour plusieurs stations de radio, dont Cool FM et CKOI-FM à Montréal.
Daniel est ensuite devenu directeur des Nouveaux Medias chez Corus Entertainment. Son nouvel emploi consistait à créer des sites web de stations de radio. En 2006, Dan a vendu son entreprise de conception Web à la division médias d'une compagnie classée au Fortune Global 500. En parallèle, Daniel a lancé la compagnie StreamTheWorld qui fournissait la technologie de diffusion audio et vidéo en ligne aux stations de radio et de télévision à travers le monde. Aujourd'hui, l'entreprise diffuse des milliers de stations de radio à travers le monde et compte parmi ses clients des grands noms tels que Pandora, Spotify, CBS Radio… StreamTheWorld a été vendu en 2010 à Triton Digital, une entreprise californienne, mais la plupart de l'équipe est restée à Montréal. Cet entrepreneur en série est également le fondateur de plusieurs autres compagnies technologiques et contribua au succès de Têtes à claques, un site ayant connu un très grand succès en France et au Québec.
En 2008, Dan a fondé Neotech Capital. Il a aussi investi dans une trentaine d’entreprises en démarrage en tant qu’Ange investisseur. Il est aussi investisseur dans 6 fonds de capital de risque et son entreprise PasswordBox a été acquise par Intel en décembre 2014,,.